# Vilhelm Marstrand

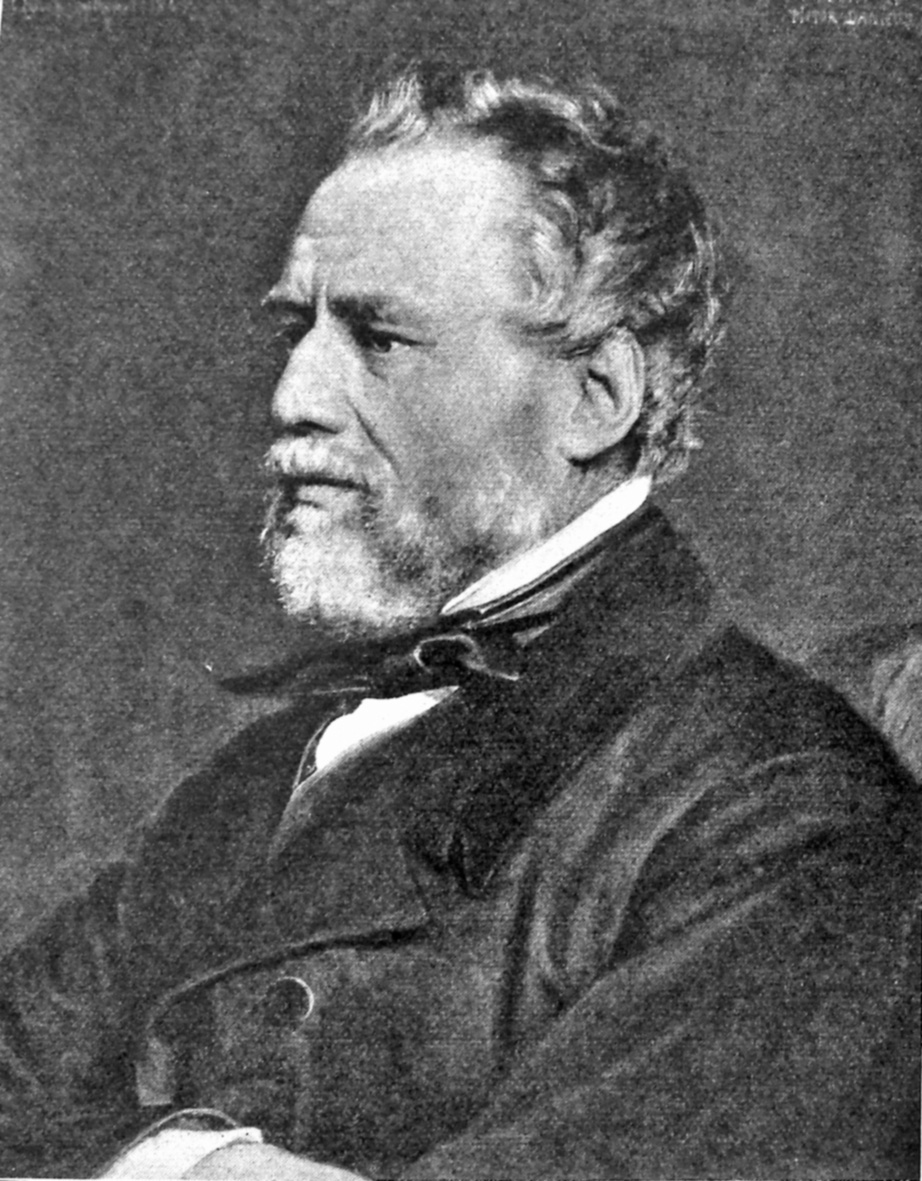
Wilhelm Marstrand

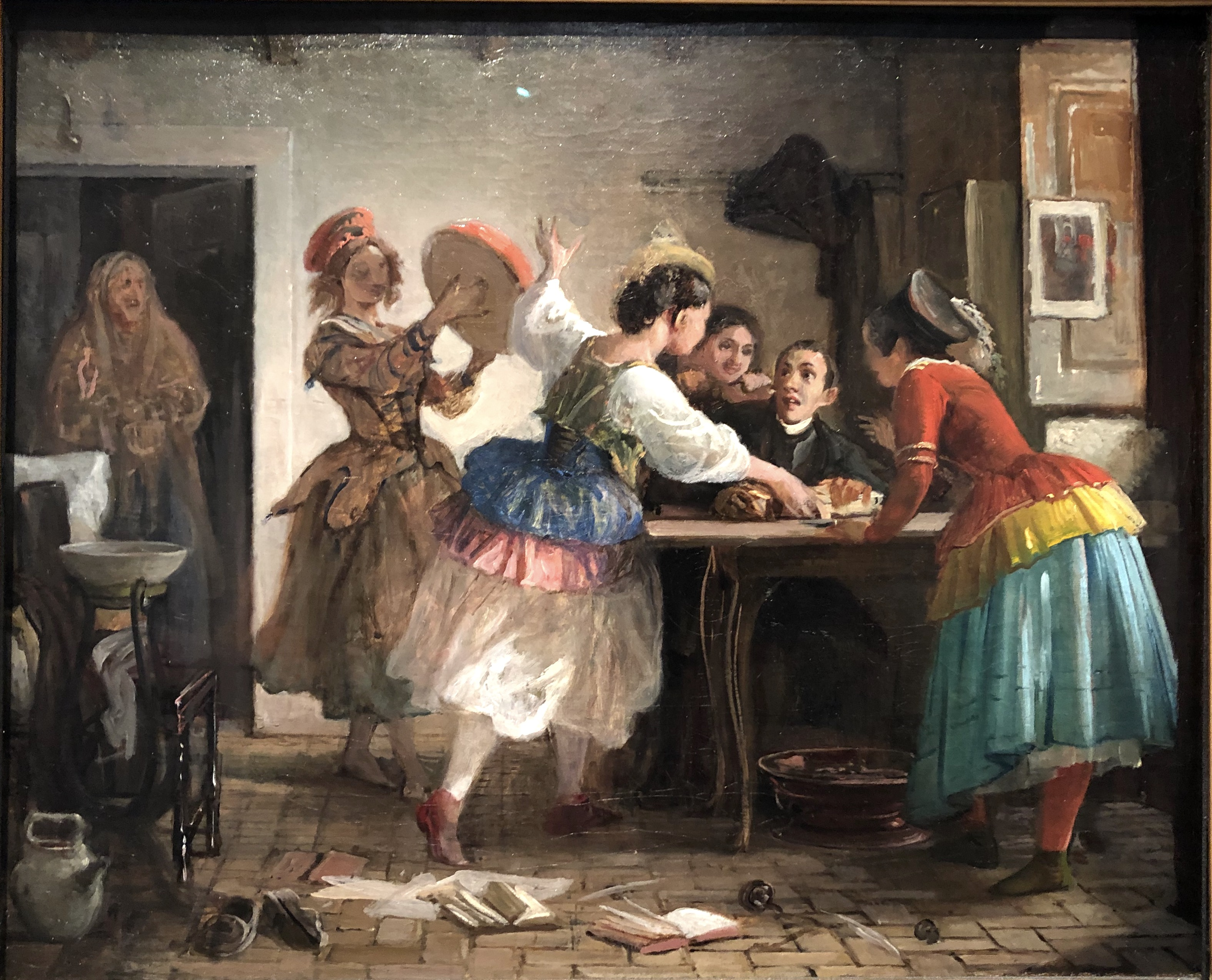
Karnevalmädchen necken einen jungen Priester (um 1847)

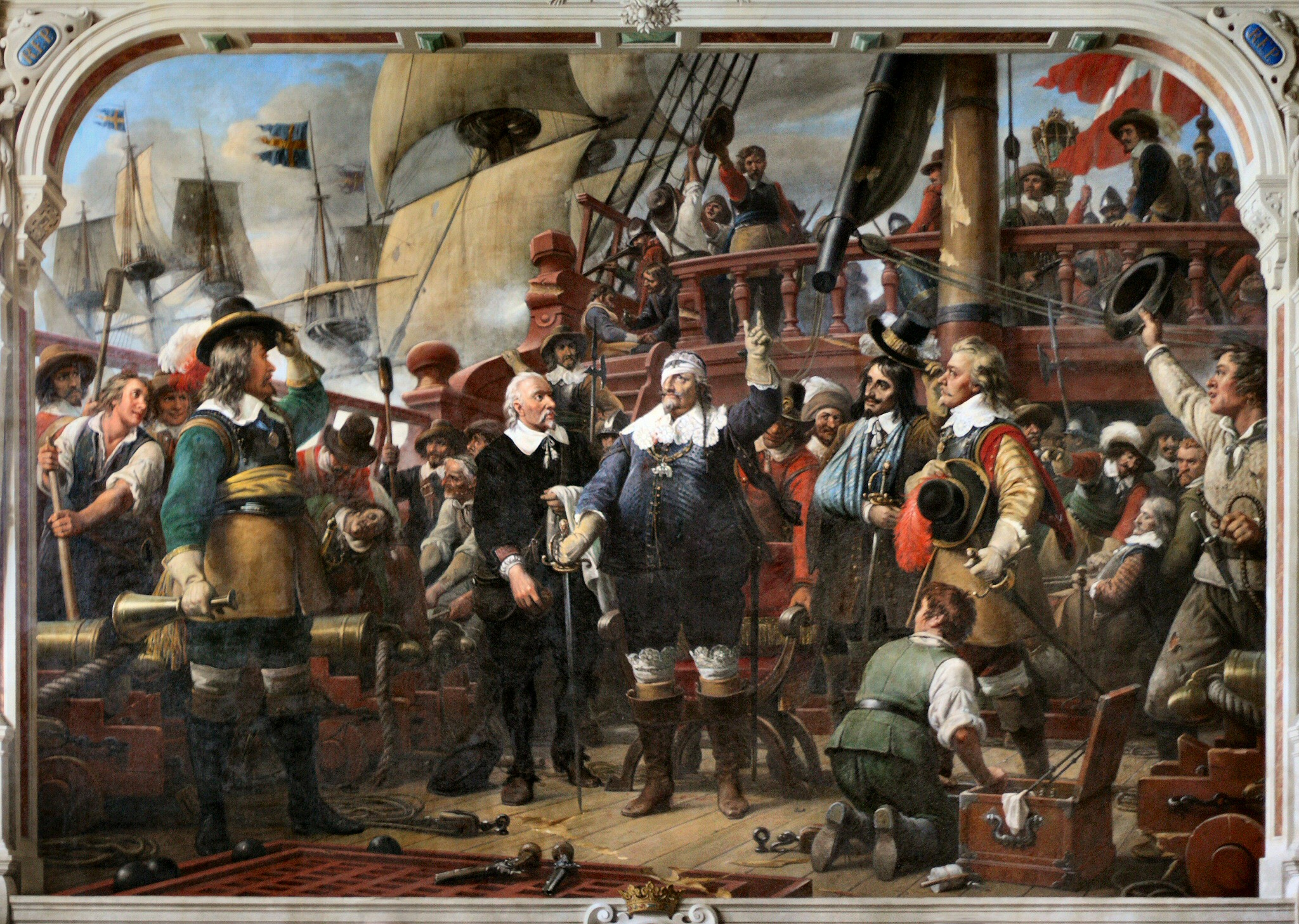
Christian IV. an Bord des Schiffes Trefoldigheden in der Schlacht an der Kolberger Heide 1644

Vilhelm Nicolai Marstrand, auch Wilhelm Nicolai Marstrand (* 24. Dezember 1810 in Kopenhagen; † 25. März 1873 in Kopenhagen), war ein dänischer Maler und Zeichner.

## Leben
Marstrand war von 1825 bis 1833 Schüler an der Königlich Dänischen Kunstakademie seiner Heimatstadt Kopenhagen und wechselte 1836 – unterstützt von seinen Lehrern –, über Berlin und Dresden, an die Akademie der Bildenden Künste München. Von dort aus unternahm er via die Schweiz eine längere Studienreise nach Rom, wo er die antiken Meister studierte. Stationen auf dieser Reise waren Turin, Pisa und Siena. Von Rom aus unternahm er mit Constantin Hansen und Jørgen Roed mehrere Exkursionen in der Umgebung der Stadt.
Für den narrativsten Maler des dänischen Goldenen Zeitalters war die Genremalerei ein Schwerpunkt seines Schaffens. Besonders in der Umsetzung von Ludvig Holbergs komischen Stoffen bewies er neben künstlerischem Geschick auch Sinn für Humor.
1848 wurde er zum Professor ernannt. Von 1853 bis 1859 und erneut von 1863 bis 1873 war Marstrand mit der Leitung der Kunstakademie betraut.